# Centropyge argi
Centropyge argi is een  straalvinnige vissensoort uit de familie van engel- of keizersvissen (Pomacanthidae). De wetenschappelijke naam van de soort is voor het eerst geldig gepubliceerd in 1951 door Woods & Kanazawa.
De soort staat op de Rode Lijst van de IUCN als niet bedreigd, beoordelingsjaar 2009.